# KB Toys
KB Toys（全名），是美國最大型的玩具連鎖店零售商之一，有86年歷史，460間門市，美泰及利豐集團的商業客戶。KB Toys的大股東是投資公司Prentice Capital Management.
KB Toys的總部在麻薩諸塞州，在1922年創立。

## 相關
- 破產保護

## 外部參考
- 玩具商KB Toys官方網址[永久]
- 連鎖玩具商KB Toys[永久]